# زبلیتوو
زبلیتوو (به چکی: Zbelítov) یک منطقهٔ مسکونی در جمهوری چک است که در شهرستان پیسک واقع شده‌است. زبلیتوو ۲٫۸۷ کیلومتر مربع مساحت و ۳۳۷ نفر جمعیت دارد و ۴۸۸ متر بالاتر از سطح دریا واقع شده‌است.